# Coif

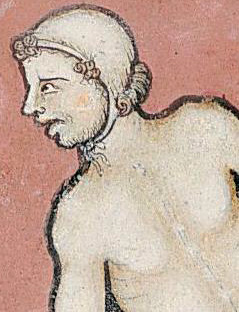
Coif

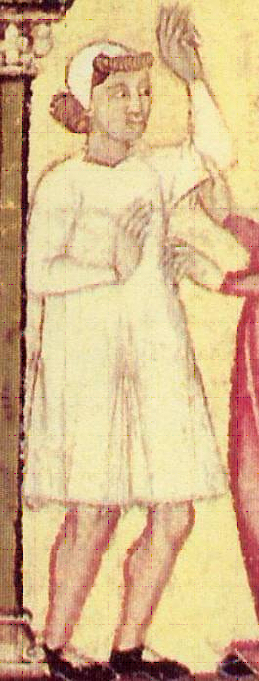
Man med coif

Coif (ibland försvenskat kveif) är en medeltida huvudbonad. Det är en tättslutande tyghätta, vanligen av linne, och fästs med knytband under hakan.
En coif användes ursprungligen som ett skyddsplagg under en ringbrynjehuva, med blev senare även ett civilt plagg som kunde bäras av båda könen.

## Likheter med samtida plagg
Idag används coif-liknande plagg mest som barnplagg och i vissa kvinnliga folkdräkter, se hätta.